# ディラン・ブロン
ディラン・ダニエル・マームード・ブロン（Dylan Daniel Mahmoud Bronn, 1995年6月19日 - ）は、フランス・カンヌ出身のチュニジアのサッカー選手。同国代表。USサレルニターナ1919所属。ポジションはDF。

## 経歴

### クラブ
地元アマチュアクラブのASカンヌでキャリアをスタート。
2016年夏、リーグ・ドゥのシャモア・ニオールFCに加入、プロデビューを果たした。
2017年8月、KAAヘントと4年契約を結んだ。

### 代表
フランス生まれであるが、母親がチュニジア出身のためチュニジア代表を選択した。
2017年3月28日、フレンドリーマッチのモロッコ戦でチュニジア代表デビュー。
2018 FIFAワールドカップを戦うチュニジア代表の本大会メンバーに選出された。グループステージ2戦目のベルギー戦で代表初ゴールをマーク。

## 代表歴

### 出場大会
- チュニジア代表
  - 2018 FIFAワールドカップ
  - 2022 FIFAワールドカップ

### 試合数
- 国際Aマッチ 40試合 2得点（2017年-）[8]

| チュニジア代表 | 国際Aマッチ | 国際Aマッチ |
| 年             | 出場        | 得点        |
| -------------- | ----------- | ----------- |
| 2017           | 1           | 0           |
| 2018           | 9           | 1           |
| 2019           | 10          | 0           |
| 2020           | 4           | 0           |
| 2021           | 9           | 1           |
| 2022           | 5           | 0           |
| 2023           | 0           | 0           |
| 2024           | 2           | 0           |
| 通算           | 40          | 2           |